# 市村英彦
市村 英彦（いちむら ひでひこ）は、日本の経済学者。アリゾナ大学兼東京大学教授。Ph.D.（マサチューセッツ工科大学、1988年）、専門は計量経済学。
計量経済学における種々の推定問題に必要となる前提条件の吟味および政策効果測定法の開発・応用について研究している。Econometric Societyの終身フェロー。日本経済学会会長。

## 略歴
- 1981年3月 - 大阪大学経済学部経済学科卒業[1]。
- 1988年1月 - 米国マサチューセッツ工科大学経済学Ph.D.[1]。
- 1987年9月 - 米国ミネソタ大学経済学部助教授[1]。
- 1996年9月 - 米国ピッツバーグ大学経済学部助教授[1]。
- 1998年9月 - 米国ピッツバーグ大学経済学部准教授[1]。
- 1999年7月 - 英国ユニバーシティ・カレッジ・ロンドン（UCL）経済学部準教授（Reader）[1]。
- 2000年10月 - 英国ユニバーシティ・カレッジ・ロンドン（UCL）経済学部教授[1]。
- 2005年4月 - 東京大学公共政策大学院（ - 2016年）、大学院経済学研究科教授[1]。
- 2007年 - Econometric Society 終身フェロー[2]。
- 2018年8月 - アリゾナ大学教授。
- 2019年6月 - 日本経済学会会長（ - 2020年5月）[3][4]。

## 著書

### 共編
- 『現代経済学の潮流2007』小川和夫,二神孝一,伊藤秀史 共編 東洋経済新報社 2007年8月 ISBN 978-4492313794
- 『現代経済学の潮流2008』池田新介,浅子和美,伊藤秀史 共編 東洋経済新報社 2008年8月1日 ISBN 978-4492313930
- 『現代経済学の潮流2009』池田新介,伊藤秀史 共編 東洋経済新報社 2009年9月4日 ISBN 978-4492314012